# Combretum mkuzense
Combretum mkuzense là một loài thực vật có hoa trong họ Trâm bầu. Loài này được J.D.Carr & Retief mô tả khoa học đầu tiên năm 1989.